# كفر نبو
كفر نبو (بالكردية: Kefer Nebo‏) هي قرية سوريّة تقع في ناحية مركز عفرين من منطقة عفرين في محافظة حلب. بلغ تعداد سكانها 140 نسمة حسب قيود السجل المدني لنهاية عام 2005. وهي تعتبر واحدة من المدن المنسية. 

## التسمية
كفر نبو تعني قرية الإله نابو، إله للكتابة والحكمة.

## التاريخ
انتشرت في المنطقة عبادة الإلهة أترعتا في الجزء الشمالي من سوريا، و بعدها انتشرت عبادة زيوس مع قدوم الرومان وثم تحول هيكل الإله «نبو» إلى كنيسة عام 398 م وذلك بعد انتشار المسيحية. أقيمت كنيسة صغيرة عام 504-505 م.
تعد كفر نبو مكان لوفاة القديس مارون.